# Nicolaas Jacobus de Wet
Nicolaas Jacobus de Wet (1873-1960) est un homme politique d'Afrique du Sud, membre du Parti sud-africain de Jan Smuts, ministre de la Justice de 1913 à 1924 et gouverneur général d'Afrique du Sud par intérim de 1943 à 1946. 

## Biographie

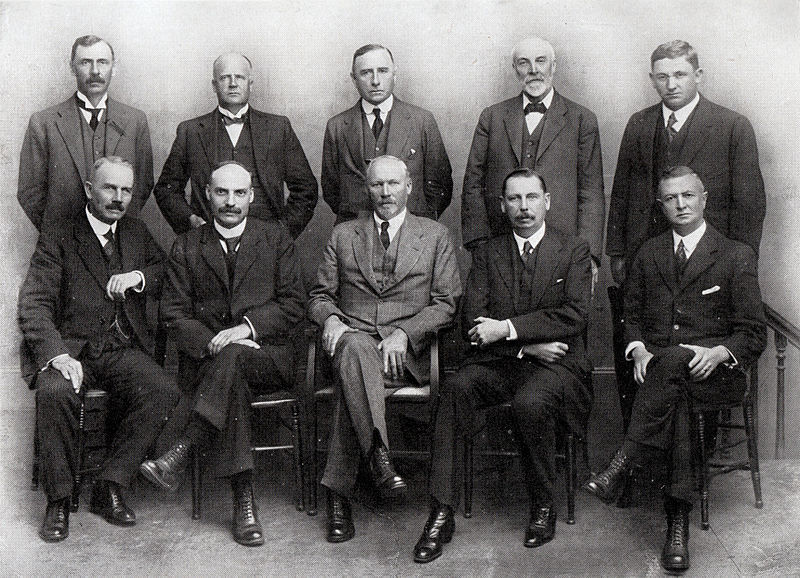
Le Gouvernement Smuts en 1923
Assis au 1er rang : Thomas Watt, F.S. Malan, Jan Smuts, Thomas Smartt, Henry Burton
Debout au 2nd rang : Nicolaas Jacobus de Wet, Deneys Reitz, Patrick Duncan, J.W. Jagger et Hendrik Mentz.

Diplômé en droit de l'université de Cambridge (1895), avocat (1896), il est secrétaire militaire auprès du général Louis Botha durant la seconde guerre des Boers (1899-1902) et interprète lors de la conférence de paix de 1902. Il reste proche de Louis Botha après la guerre et entame une carrière politique à ses côtés. 
De 1907 à 1910, de Wet est député à l'assemblée législative de la colonie britannique du Transvaal. Fondateur de la Suid-Afrikaanse Akademie vir Wetenskap en Kuns (l'acédémie sud-africaine des sciences et des arts) en 1909, il est aussi conseiller juridique de la délégation du Transvaal lors de la convention nationale de 1908-1909, fondatrice de l'Union sud-africaine. 
En 1913, Nicolaas de Wet est nommé au conseil du roi d'Angleterre. 
De 1913 à 1920, il est député du Parti sud-africain puis sénateur de 1920 à 1929. Il est également ministre de la justice de 1913 à 1924 sous les gouvernements de Louis Botha puis de Jan Smuts. À cette fonction, il dut gérer les conséquences pénales de la révolte afrikaner de 1914 contre l'entrée en guerre au côté des Britanniques puis la révolte des ouvriers de la région du Witwatersrand en 1922. 
Juge à la Cour suprême d'Afrique du Sud (1932), à la cour d'Appel (1937), membre du conseil privé (1939) et Chief Justice (1939), il officie à cette fonction à titre d'intérim comme gouverneur général, à partir de la mort du gouverneur Patrick Duncan (1943) jusqu'à la nomination de son successeur, Gideon Brand van Zyl (1945). 
Marié à deux reprises, son fils, Quartus de Wet, présida en tant que juge le procès de Rivonia (1963) où est condamné Nelson Mandela.